# Balkesjaure (Arjeplogs socken, Lappland, 733765-152968)
Balkesjaure är en sjö i Arjeplogs kommun i Lappland och ingår i Umeälvens huvudavrinningsområde. Sjön har en area på 0,218 kvadratkilometer och ligger 869,2 meter över havet.

## Delavrinningsområde
Balkesjaure ingår i det delavrinningsområde (733556-152956) som SMHI kallar för Ovan 733432-153245. Medelhöjden är 867 meter över havet och ytan är 26,5 kvadratkilometer. Räknas de 11 avrinningsområdena uppströms in blir den ackumulerade arean 164,64 kvadratkilometer. Dellikälven (Vuorejukke) som avvattnar avrinningsområdet har biflödesordning 4, vilket innebär att vattnet flödar genom totalt 4 vattendrag innan det når havet efter 427 kilometer. Avrinningsområdet består mestadels av skog (24 procent) och kalfjäll (75 procent). Avrinningsområdet har 0,29 kvadratkilometer vattenytor vilket ger det en sjöprocent på 1,1 procent.